# Maurice Caullery
Maurice Jules Gaston Corneille Caullery (1868, Bergues - 1958, París) fue un botánico, zoólogo francés. Su obra científica y su actividad como profesor, lo convirtieron en una de las figuras más importantes de la biología de Francia en la primera mitad del siglo XX. Entre 1888 y 1890, obtuvo su licenciatura en matemática, física e historia natural. En 1891, Mesnil y él obtuvieron su agregación de ciencias naturales y recibieron una beca de viaje de 2.500 francos para visitar los laboratorios de biología germanos.
Caullery se especializó en protozoos parásitos e invertebrados marinos. También trabajó en insectos.

## Algunas publicaciones
- 1930. Génétique et évolution. Ed. Gaston Doin et Cie. 7 pp.

### Libros
- 1895. Contribution à l'étude des ascidies composées. Ed. Danel. 158 pp.
- 1917. Les Universités et la vie universitaire aux États-Unis
- 1917. The present state of the problem of evolution. Annual report of the Board of Regents of the Smithsonian Institution. Ed. G.P.O. 15 pp.
- 1917. Problemes de la sexualite. Bibliothèque de Philosophie scientifique. Ed. E. Flammarion. 332 pp.
- 1924. Siboglinum Caullery, 1914: type nouveau d'invertébrés, d'afinités à preciser. Ed. E.J. Brill. 26 pp.
- 1925. Histoire des sciences biologiques
- 1929. L'Évolution en biologe. Ed. La Renaissance du Livre. 83 pp.
- 1931. Le Problème de l'évolution. Ed. Payot. 441 pp.
- 1933. La Science française depuis le XVIIe siècle
- 1933. Present theories of evolution and the problem of adaptation. Joseph Leidy memorial lecture in science. Ed. University of Pennsylvania. 18 pp.
- 1934. French science and its principal discoveries since the seventeenth century. History, philosophy, and sociology of science. Ed. Ayer Publishing. 229 pp. ISBN 0-405-06584-1 En línea
- 1939. Jubilé Scientifique de: 25 fevrier 1939. Ed. Barneoud. 80 pp.
- 1944. Polychètes sédentaires de l'expédition du Siboga: Ariciidae, Spionidae, Chaetopteridae, Chlorhaemidae, Opheliidae, Oweniidae, Sabellariidae, Sternaspidae, Amphietenidae, Ampharetidae, Terebellidae. Nº 24. Ed. E. J. Brill. 204 pp.
- 1950. Las etapas de la biología. Volumen 38 de Surco. Serie F. Ed. Salvat. 143 pp.
- 1952. Parasitism and symbiosis. Text-books of animal biology. Ed. Sidgwick & Jackson. 340 pp.
- 1960. Génétique et hérédité. Volumen 113 de "Que sais-je?". Ed. Presses Universitaires de France. 126 pp.
- 1961. L'embryologie. 6ª ed. volumen 68 de Que sais-je?. 127 pp.
- 1964. Genetics and heredity. Ed. Walker sun books. 128 pp.

## Honores
- 1958: Medalla Darwin-Wallace de la prestigiosa Sociedad Linneana de Londres

- La abreviatura «Caullery» se emplea para indicar a Maurice Caullery como autoridad en la descripción y clasificación científica de los vegetales.[1]

## Abreviatura (zoología)
La abreviatura Caullery  se emplea para indicar a Maurice Caullery como autoridad en la descripción y taxonomía en zoología.